# 朴孝珠
朴孝珠（韓語：박효주，1982年10月8日—），韓國女演員。

## 個人生活
2015年12月12日，朴孝珠和比自己大一歲的未婚夫在共結連理，兩人是認識已久的好友，3年前開始正式交往。

## 影視作品

### 電視劇
- 2003年：SBS《夏娃的花園》
- 2004年：SBS《陽光照射》
- 2005年：SBS《餅乾老師星星糖》
- 2006年：KBS《感謝人生》
- 2006年：KBS《那女人的選擇》
- 2007年：MBC《空港城市》飾演 李美顏
- 2007年：MBC《別巡檢》飾演 汝真/真伊
- 2009年：SBS《自鳴鼓》飾演 千索
- 2010年：KBS《國家的呼喚》飾演 朴世美
- 2011年：CGV《殺手K》飾演 旻智英
- 2012年：Channel A《K-POP最強生死戰》飾演 韓貞恩
- 2012年：SBS《追擊者 THE CHASER》飾演 趙南淑
- 2014年：tvN《需要浪漫3》飾演 李敏靜
- 2014年：MBC《Triangle》飾演 姜珍
- 2014年：tvN《花樣爺爺搜查隊》飾演 全慧真
- 2014年：SBS《秘密之門》飾演 雲心
- 2015年：tvN《第二個二十歲》飾演 金藝珍
- 2016年：SBS《Wanted》飾演 延雨信
- 2018年：OCN《客：The Guest》飾演 姜吉英的母親
- 2018年：OCN《神的測驗5：重啟》飾演 文秀安
- 2019年：JTBC《風在吹》飾演 趙美京
- 2019年：JTBC《輔佐官2–改變世界的人們》飾演 李知恩
- 2020年：SBS《浪漫醫生金師傅2》飾演 沈惠珍
- 2021年：SBS《現正分手中》飾演 全美淑
- 2021年：SBS《Racket少年團》
- 2022年：tvN《O'PENing - 美麗的公寓》飾演 徐熙才
- 2022年：JTBC《模範刑警2》飾演 惠玉
- 2022年：tvN《王后傘下》飾演 褓母尚宮
- 2023年：ENA《幸福對決》飾演 吳柳真
- 2023年：SBS《浪漫醫生金師傅3》飾演 沈惠珍（特別出演）
- 2023年：SBS《惡鬼》飾演 （特別出演）
- 2025年：KBS《拜託老鷹5兄弟！》飾演 文美順

### 電影
- 2002年：《品行不良》
- 2003年：《我的野蠻初戀》
- 2003年：《春風吹拂》
- 2004年：《甘先生的勝利》
- 2005年：《恐怖夜車》
- 2007年：《藍色自行車》
- 2008年：《追擊者》
- 2009年：《清潭菩薩》
- 2009年：《我很幸福》
- 2009年：《迷情密碼》
- 2011年：《危險的相見禮》
- 2011年：《格鬥少年菀得》
- 2013年：《48m》
- 2013年：《流感》
- 2013年：《两个心脏》饰演 慧珍
- 2014年：《老千：神之手》饰演 年轻太太
- 2015年：《极秘搜查》饰演 孔吉勇的妻子
- 2015年：《戲劇性的一夜》饰演 马珠妍
- 2016年：《岛·消失的人们》饰演 李慧利
- 2017年：《乘着马车高歌》饰演 慧京
- 2018年：《危险的邂逅》饰演 美京
- 2020年：《湖畔酒店》饰演 艺莲
- 2022年：《鬼惑》饰演 贤友
- 2023年：《1947波士顿》饰演 允书（特别出演）
- 2024年：《马格利会告诉》饰演 惠珍[2]
- 2024年：《殊死追踪》饰演 杨院长

### MV
- 2002年：全素英《就算現在分開》
- 2003年：BMK《Run away》

### 綜藝節目
- 2021年: Netflix《明星來解謎 (第三季)》

## 獲獎列表
- 2012年：SBS演技大賞－新星獎（追擊者 THE CHASER）
- 2021年：SBS演技大獎－迷你劇浪漫及喜劇部門 女子助演獎（現正分手中）

## 外部連結
- 朴孝珠的X（前Twitter）
- 朴孝珠的Instagram帳戶
- 朴孝珠在NAVER上的资料
- 朴孝珠在韩国电影数据库（KMDb）上的資料（韓語）
- 朴孝珠在互联网电影资料库（IMDb）上的資料（英文）